# Pratapsasan
Pratapsasan là một thị trấn thống kê (census town) của quận Khordha thuộc bang Orissa, Ấn Độ.

## Nhân khẩu
Theo điều tra dân số năm 2001 của Ấn Độ, Pratapsasan có dân số 11.970 người. Phái nam chiếm 52% tổng số dân và phái nữ chiếm 48%. Pratapsasan có tỷ lệ 66% biết đọc biết viết, cao hơn tỷ lệ trung bình toàn quốc là 59,5%: tỷ lệ cho phái nam là 74%, và tỷ lệ cho phái nữ là 58%. Tại Pratapsasan, 11% dân số nhỏ hơn 6 tuổi.